# Aymar VI de Poitiers-Valentinois
Pour les articles homonymes, voir Aymar de Poitiers.
Aymar VI de Poitiers, dit par commodité de Poitiers-Valentinois (1322-1374/76), dit le Gros, comte du Valentinois et de Diois, seigneur de Taulignan, de Saint-Vallier et autres lieux, gouverneur du Dauphiné de 1349 à 1355. Il est nommé, en 1372, Recteur du Comtat Venaissin, par son beau-frère Grégoire XI. Il lui est adjoint Jean de Cheylar, prieur de Charraix, près de Langeac, dans l’évêché de Saint-Flour, comme Régent et Vice-recteur.

## Biographie

### Origines
Né de Marie de Vergy et de Louis Ier de Poitiers, il avait épousé Alix Roger de Beaufort, nièce de Clément VI et sœur de Guillaume III Roger de Beaufort, vicomte de Turenne, qui se fit connaître sous le sobriquet d'Alix la Major.

### Comtes de Valentinois
En novembre 1363, il participe à une alliance organisée par le pape Urbain V contre les routiers qui sévissent dans la région.
Même si au printemps 1369 Aymar s'était fait remarquer en s'affrontant aux Bretons d'Olivier du Guesclin, il avait défié ceux-ci dans Taulignan, qui pendant quatre mois soutint victorieusement leur siège, sa nomination était politique. Le couple n'avait pas d'enfant. Et le nouveau Souverain pontife caressait l'espoir que les comtés de Diois et de Valentinois puissent revenir à l'Église. Aymar avait d'ailleurs fait un testament dans ce sens dès 1366. Mais Aymar changea d'avis le 9 février 1371 et testa en faveur de son cousin Louis II de Poitiers-Valentinois,. 
La tâche la plus importante du nouveau Recteur fut de régler un manquement à la fidélité de Guiraud VII de Simiane. Le 24 juillet 1371, le seigneur de Banon et de Caseneuve avait acheté pour 6 000 florins à Giraud Amic de Sabran, un parent de son épouse, les fiefs comtadins de Châteauneuf et de Jonquerettes mais avait oublié d’en rendre hommage au pape. Ils lui furent confisqués par le Recteur. Guirau ne les récupéra que le 26 mars 1373 après hommage. Il faut dire qu’à Châteauneuf les conditions d’hommage entre suzerain et vassal étaient particulières. L’allégeance devait avoir lieu chaque année, pour la fête des saints Pierre et Paul, ce qui était déjà exceptionnel. De plus c’était le Recteur qui devait se rendre personnellement sur place, au nom du pape, pour recevoir l'hommage, condition rarissime. Le seigneur devait alors lui remettre, en signe de vassalité, une vache de couleur caille.
Son second acte notable fut d'être témoin et garant, avec cinq cardinaux, de l'hommage rendu à Grégoire XI pour la ville de Montélimar par Lambert d'Adhémar de Monteil, le 9 juillet 1372.
Avant d'être gouverneur du Dauphiné, il a été lieutenant du dernier Dauphin indépendant. Sa gestion en tant que gouverneur du Dauphiné, au moment de la cession du Faucigny au comte de Savoie (1355), semble ne pas avoir convenu au Dauphin Charles : il sera condamné à verser 1 000 marcs d'argent, commués en 15 000 florins d'or, qui ne seront payés que par son successeur au début du XVe siècle.
Cherchant à conserver une indépendance relative entre le Saint-Empire et la couronne de France, il a obtenu de l'empereur Charles le titre (honorifique) de vicaire général de l'empereur au royaume d'Arles.
Il décéda soit en 1374, soit en 1376, et fut enterré à l'abbaye de Bonlieu, près de Marsanne, sépulture de la famille des Poitiers, comtes du Valentinois.